# Orquestrião

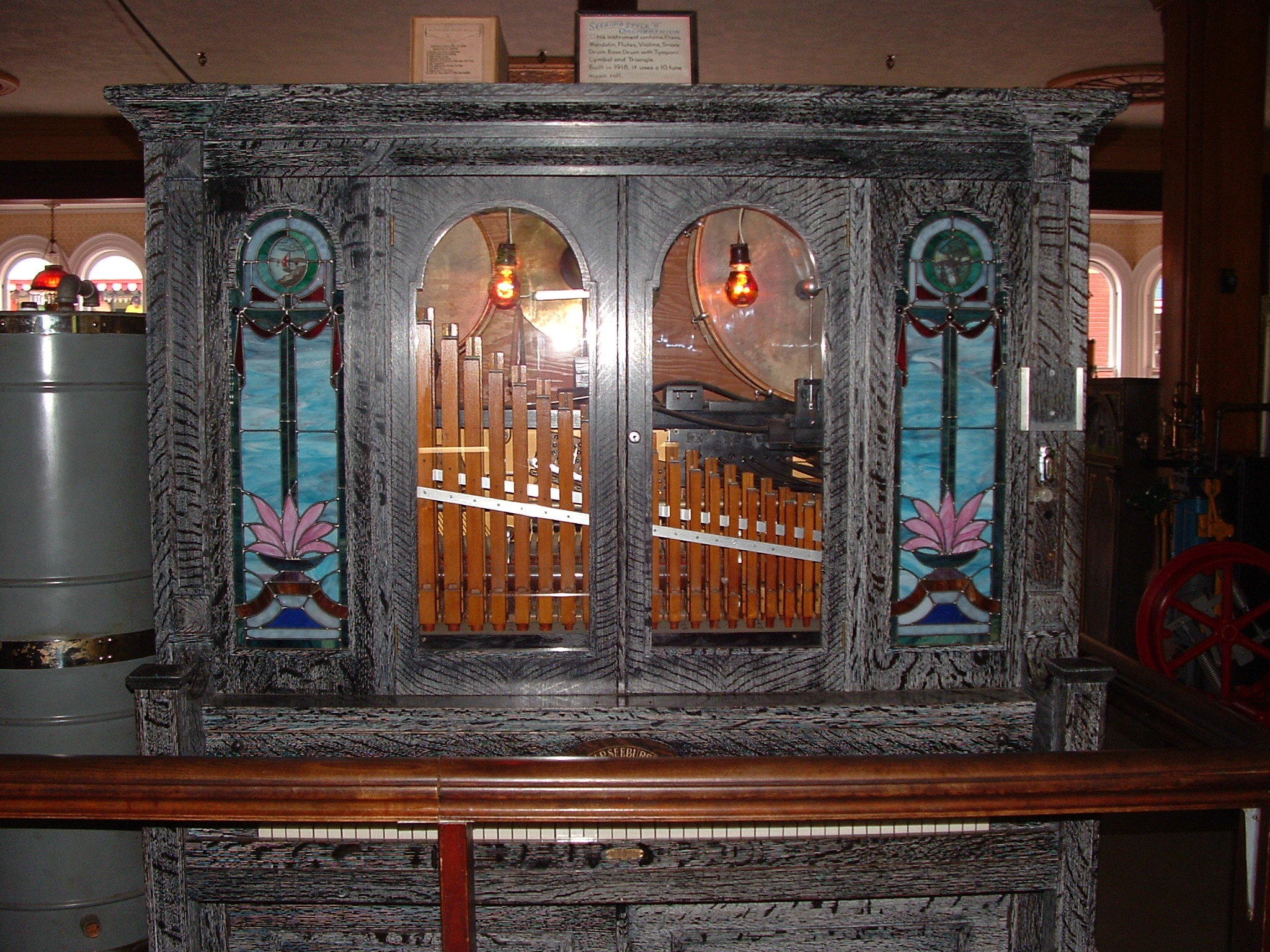
Orquestrião Seeburg de 1918, "Estilo G". Ele usa um rolo de papel contendo 10 músicas, e toca vários instrumentos de sopro, corda e percussão.

Orquestrião é um nome genérico para um instrumento musical projetado para soar como uma orquestra. Normalmente autômatos, orquestriões podem ser operados por meio de um cilindro dentado, de um rolo de papel perfurado ou, menos comumente, por cartões perfurados. O som geralmente é produzido por tubos, embora eles tenham som distinto daqueles dos órgãos de tubos e instrumentos de percussão. Alguns orquestriões não automáticos  têm também um piano, e nesses casos podem assemelhar-se às pianolas. 

## Origens
O primeiro orquestrião de reprodução automática a tornar-se conhecido foi o Panharmonicon, inventado em 1805 por Johann Nepomuk Mälzel. Friedrich Wilhelm Kaufmann copiou esta máquina em 1808, e sua família produziu orquestriões a partir dessa época. Um dos panharmonicons de Mälzel em 1811 foi enviado para Boston, nos Estados Unidos, e depois em Nova York e outras cidades, onde foi exibido. Mälzel também esteve em turnê com este instrumento  nos Estados Unidos de 7 de fevereiro de 1826 até sua morte em 1838 (com interrupções). Em 1817, a empresa Flight & Robson, de Londres, construiu um instrumento automático semelhante chamado Apollonicon e, em 1823, William M. Goodrich copiou o Panharmonicon de Mälzel em Boston, nos Estados Unidos.

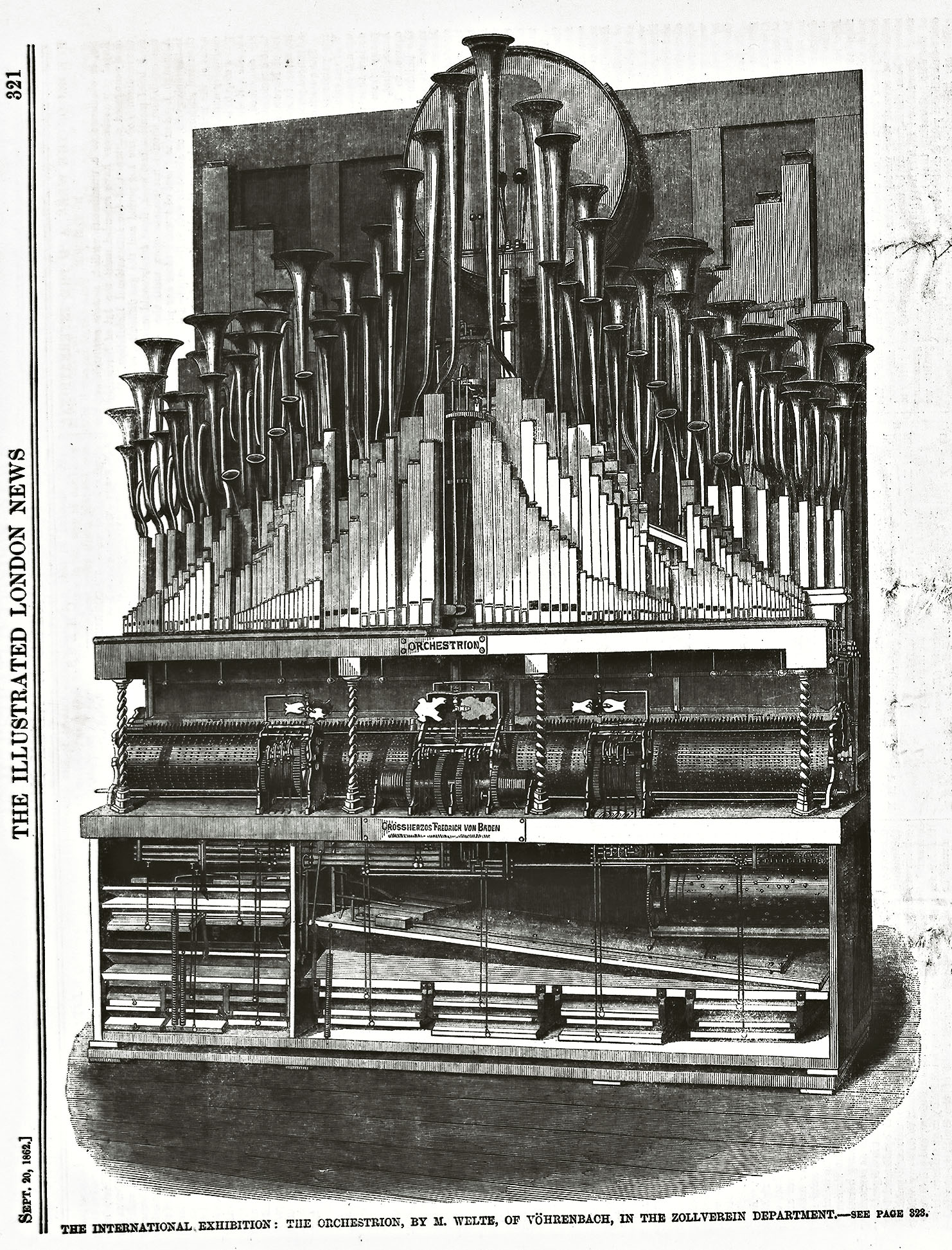
Illustrated London News, 20 de setembro de 1862: o orquestrião de M. Welte.

## Exemplos notáveis
O nome orquestrião também foi aplicado a três instrumentos musicais específicos: 
1. Um órgão de câmara projetado por Abt Vogler em 1790, que continha 900 tubos, 3 controles de 63 chaves cada e 39 pedais.
2. Um piano com tubos de órgão, inventado por Thomas Anton Kunz (1756-1830) de Praga, em 1791. Este orquestrião tinha dois controles de 65 teclas e 25 pedais, todos podendo ser usados independentemente ou acoplados. Ele tinha 230 cordas e 360 canos, que produziram 105 combinações diferentes. Os foles eram operados à mão ou por maquinaria.
3. Uma pianola tocado automaticamente por meio de cilindros giratórios, inventada em 1851 por FT Kaufmann de Dresden. Apresentava uma orquestra de sopro completa, com a adição de tímpanos, caixas laterais, pratos, pandeiro e triângulo.